# Cymbastela marshae
Cymbastela marshae är en svampdjursart som beskrevs av Hooper och Patricia R. Bergquist 1992. Cymbastela marshae ingår i släktet Cymbastela och familjen Axinellidae.
Artens utbredningsområde är havet kring Australien. Inga underarter finns listade i Catalogue of Life.